# Геде Нибо

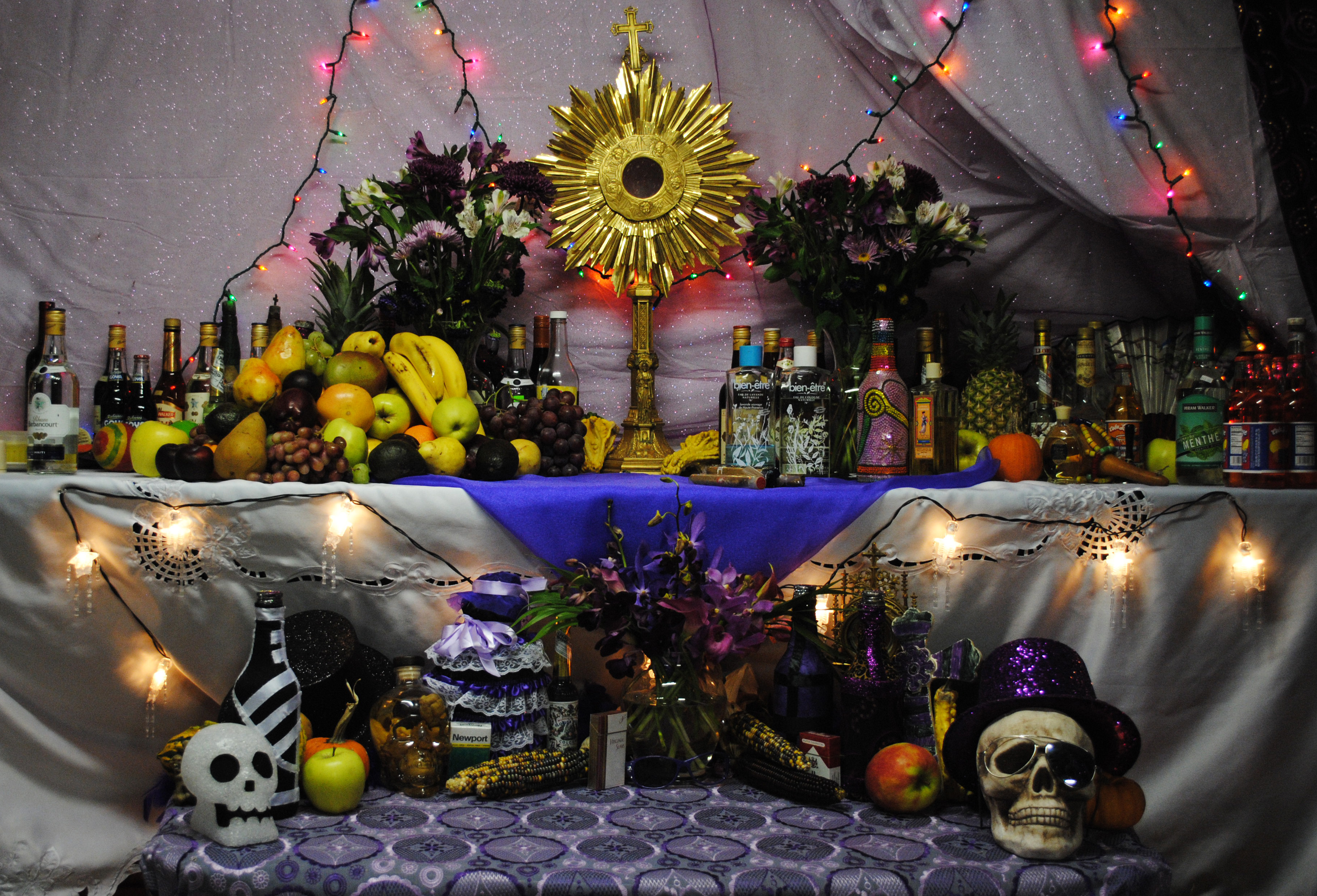
Гаитянский алтарь в честь духов геде, День мёртвых

Геде́ Нибо́ (гаит. креол. Guédé Nibo) — лоа, дух-предводитель мёртвых в гаитянской вуду.
Последователи культа верят, что он в прошлом был симпатичным молодым человеком, который был жестоко убит, поэтому является покровителем умерших насильственной и преждевременной смертью. После смерти усыновлён как лоа Бароном Субботой и Мама Бриджит. Изображается как женоподобный гнусавый денди. Носит черное пальто для верховой езды, либо женскую одежду. Когда он вселяется в людей, они наполняются похотливой сексуальностью всех видов.

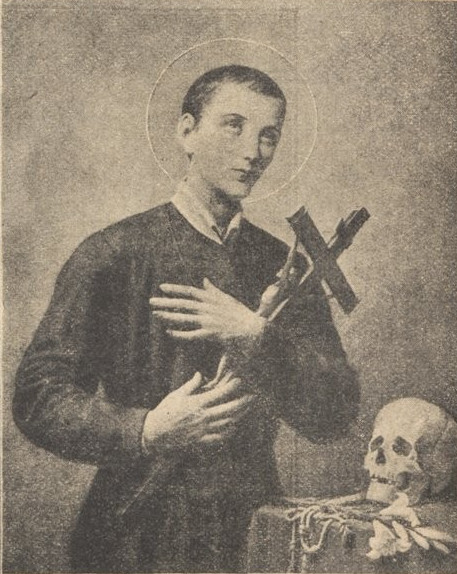
Св. Жерардо Маелла, 1906

Часто он носит жезл и курит сигару. Нибо является особым покровителем тех, кто умирает молодым, поэтому его часто отождествляют с католическим святым Жерардо Маеллой, изображенным с черепом. Он психопомп, посредник между живыми и мертвыми. Он дает голос духам мёртвых, которые не были извлечены из воды. Он является хранителем могил тех, кто умер преждевременно, особенно тех, чье место последнего упокоения неизвестно. Его chevals («лошади», одержимые преданные) могут озвучивать души умерших, чьи тела не были найдены или которые не были извлечены из воды.

## Поклонение
Фиолетовый считается его священным цветом. Обычные подношения включают чёрных коз, чёрных петухов, сигары, кокосовый орех и белый ром, приправленный перцем.

## В доминиканской вуду

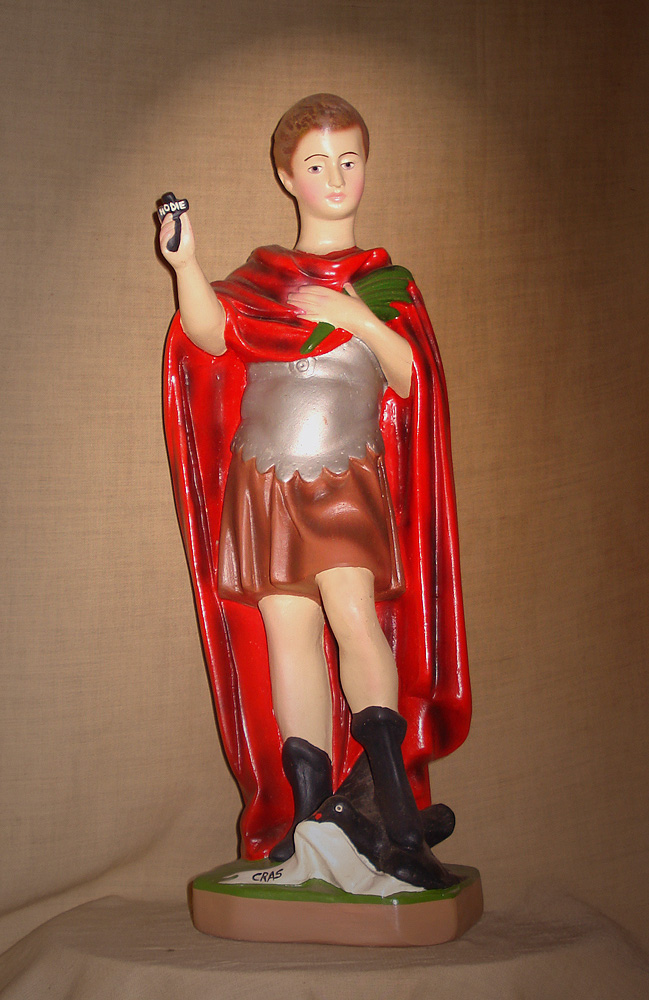
Статуэтка св. Экспедита, Кашиас-ду-Сул, Бразилия

В доминиканской вуду Геде Нибо ассоциируется со святым Экспедитом. Он носит рубашку в чёрно-белую шахматную клетку, черные штаны с подвёрнутой штаниной, макуто (соломенную сумку) на груди, солнцезащитные очки без одного стекла и соломенную шляпу. Обычно его можно увидеть на кладбище, копающим новые могилы, иногда в больнице, ожидающим смерти людей, или в церкви после похорон. Его называют Папой Геде — предводителем всех геде, духов смерти. Известен тем, что посылает других новоприбывших мертвецов делать его работу, а сам в этом время играет в карты, танцует и посещает игры в кости. Отличается грубостью и сквернословием.

## В массовой культуре
- Геде Нибо является прообразом колдуна вуду доктора Фасилье (англ. Doctor Facilier) в анимационном фильме «Принцесса и лягушка» студии Уолта Диснея по книге Элизабет Бэйкер[5].
- В романе Яна Флеминга о Джеймсе Бонде «Живи и дай умереть» упоминается Барон Суббота как глава лоа из семейства Геде.
- Геде и другие лоа вместе с адептами культа вуду изображены в романе Андрея Гусева «Наш жёсткий секс в Малинди»[6][7][8].